# Liste der Monuments historiques in Ozouer-le-Voulgis
Die Liste der Monuments historiques in Ozouer-le-Voulgis führt die Monuments historiques in der französischen Gemeinde Ozouer-le-Voulgis auf.

## Liste der Objekte
| Bezeichnung                                         | Beschreibung | Standort                                                                     | Kennzeichnung | Schutzstatus | Datum | Bild |
| --------------------------------------------------- | --- | ---------------------------------------------------------------------------- | ------------- | ------------ | ----- | ---- |
| Taufbecken                                          | Von Nicolas de Gauchie (Pfarrer) gestiftetes Taufbecken aus Marmor. Bezeichnet mit 1731. | In der nordwestlichen Ecke der Kirche St-Martin (Lage)                       | PM77002028    | Classé       | 1989  |      |
| Skulptur Christus am Kreuz                          | Holzskulptur vom Ende des 15. Jahrhunderts mit Resten der ursprünglichen Bemalung. Das jüngere Holzkreuz ist eichenfarben und wurde gewachst.                                                                   | In der Kirche St-Martin (Lage)                                               | PM77004863    | Inscrit      | 1989  |      |
| Deckel für das Taufbecken                           | Zweiteilige Abdeckung aus Kupfer mit vier massiven Scharnieren und zwei beweglichen Schubladengriffen. Bezeichnet mit 1731.                                                                                     | In der Kirche St-Martin (Lage)                                               | PM77001329    | Classé       | 1905  |      |
| Altarbild, Altar, Tabernakel und Skulpturen         | Ensemble einzelner Objekte aus Holz die im vierten Quartal des 17. Jahrhunderts gefertigt wurden. | Im Chor der Kirche St-Martin (Lage)                                          | PM77001333    | Classé       | 1968  |      |
| Flachrelief Nächstenliebe des heiligen Martin       | Geschnitztes Medaillon aus einer hölzernen Kirchenbank im 18. Jahrhundert hergestellt. | Im Chor an der Nordwand in der Kirche St-Martin (Lage)                       | PM77002396    | Inscrit      | 1977  |      |
| Gemälde Kreuzabnahme                                | Ölgemälde des Malers Dumesnil, signiert und bezeichnet mit 1692. | Altar in der Kirche St-Martin (Lage)                                         | PM77001330    | Classé       | 1908  |      |
| Altarbild der Kapelle mit Skulptur Madonna mit Kind | Aus Holz gefertigtes Ensemble aus dem 17. Jahrhundert. | In der Marienkapelle im nördlichen Seitenschiff der Kirche St-Martin (Lage)  | PM77001332    | Classé       | 1968  |      |
| Skulptur Madonna mit Kind                           | Übermalte Steinskulptur der sitzenden Madonna, die das Kind auf dem Arm hält. Das Kind erhebt sein Gesicht zu seiner Mutter und hält eine Weintraube in der Hand. Entstehungszeit am Ende des 15. Jahrhunderts. | In der Kirche St-Martin (Lage)                                               | PM77004862    | Inscrit      | 2005  |      |
| Altarbild                                           | Aus Holz gefertigte Objekte aus dem 17. Jahrhundert. | Altar der Kapelle der Célestins de Marcoussis in der Kirche St-Martin (Lage) | PM77001331    | Classé       | 1968  |      |
| Kirchenbank                                         | Hölzerne Kirchenbänke aus dem 18. Jahrhundert. | Im Kirchenschiff der Kirche St-Martin (Lage)                                 | PM77001334    | Classé       | 1968  |      |
| Gemälde Kreuzabnahme                                | Kopie des Gemäldes Christus vom Kreuz herabgestiegen von Jacopo Bassano. Ölgemälde aus dem 17. Jahrhundert. | An der Nordwand des nördlichen Seitenschiffs in der Kirche St-Martin (Lage)  | PM7704669     | Inscrit      | 1987  |      |
| Adlerpult                                           | Rednerpult aus grün lackiertem Holz mit einem Adler der auf einer Weltkugel ruht. Entstehungszeit im 18. Jahrhundert.                                                                                           | Im Chor der Kirche St-Martin (Lage)                                          | PM77003084    | Inscrit      | 1978  |      |
| Gemälde Heilige Familie                             | Ölgemälde umrahmt mit eingerückten Säulen und Giebel mit Zähnen aus dem 17. Jahrhundert. | An der Südwand in der Kirche St-Martin (Lage)                                | PM77003608    | Inscrit      | 1980  |      |